# Geoffrey K. Pullum
Geoffrey Keith Pullum ( /ˈpʊləm/; nacido el 8 de marzo de 1945) es un  lingüista británico-estadounidense especializada en filología inglesa. Desde 2007 es profesor de Lingüística General en la Universidad de Edimburgo.
Pullum es coautor de The Cambridge Grammar of the English Language (2002), una gramática descriptiva completa del inglés. También es colaborador de Language Log y Lingua Franca en The Chronicle of Higher Education.

## Biografía
Geoffrey K. Pullum nació en Irvine, North Ayrshire (Escocia), el 8 de marzo de 1945, pero se mudó al suburbio londinense de West Wickham cuando era muy joven. Dejó la escuela secundaria a los 16 años y realizó una gira por Alemania como pianista en la banda de rock and roll Sonny Stewart and the Dynamos. Un año y medio después, regresó a Inglaterra y cofundó una banda de soul con Pete Gage.
Después de que la banda se disolviera, Pullum se matriculó en la Universidad de York en 1968 y se graduó en 1972 con una licenciatura con honores de primera clase. En 1976 completó un doctorado en Lingüística en el University College de Londres.
Pullum abandonó Gran Bretaña en 1980 para ocupar puestos de visitante en la Universidad de Washington y de Stanford. En 1987, se convirtió en ciudadano de los Estados Unidos. Trabajó en la Universidad de California en Santa Cruz de 1981 a 2007.
En 2000, publicó, al estilo del Dr. Seuss, una demostración del teorema de Turing que decía que el problema de la parada es recursivamente irresoluble.
En 2002, Pullum escribió The Cambridge Grammar of the English Language con Rodney Huddleston y otros lingüistas, que ganó el premio Leonard Bloomfield Book Award de la Sociedad Lingüística de Estados Unidos en 2004.
En 2003, fue elegido miembro de la Academia Estadounidense de las Artes y las Ciencias y en 2009 miembro de la Academia Británica.
En 2007, se trasladó a la Facultad de Filosofía, Psicología y Ciencias del Lenguaje de la Universidad de Edimburgo, donde actualmente es profesor de Lingüística General y anteriormente fue Director de Lingüística e Idioma Inglés.
Ha estado casado tres veces.

## Publicaciones Seleccionadas
- Pullum, Geoffrey K. (1979). Interacción de reglas y organización de una gramática. Disertaciones destacadas en lingüística. Nueva York: Garland.ISBN 0824096681.
- Gazdar, Gerald ; Klein, Ewan ; Pullum, Geoffrey K.; y Sag, Ivan A. (1985). Gramática generalizada de estructura de frases. Basil Blackwell, Oxford.ISBN 0-631-13206-6
- Pullum, Geoffrey K. y Ladusaw, William A. (1986). Guía de símbolos fonéticos, University of Chicago Press.ISBN 0226685314,ISBN 0226685322
  - 2ª ed. (1986).ISBN 0-226-68535-7, ISBN 0-226-68536-5.
  - 世界音声記号辞典( Sekai onsei kigō jiten). Tokio: Sanseido (2003).ISBN 9784385107561.
- Pullum, Geoffrey K. (1991). The Great Eskimo Vocabulary Hoax and Other Irreverent Essays on the Study of Language, University of Chicago Press.ISBN 0-226-68534-9. (Ver también palabras esquimales para nieve)
- Huddleston, Rodney D. y Pullum, Geoffrey K. (2002). The Cambridge Grammar of the English Language, Cambridge University Press.ISBN 0-521-43146-8
- Huddleston, Rodney D. y Pullum, Geoffrey K. (2005). Introducción de un estudiante a la gramática inglesa, Cambridge University Press.ISBN 0-521-61288-8
- Liberman, Mark y Pullum, Geoffrey K. (2006). Lejos del Madding Gerund y otros envíos del Language Log, William, James & Company.ISBN 1-59028-055-5
- Pullum, Geoffrey K. (2018). Lingüística: por qué es importante. Cambridge: Polity.ISBN 9781509530762